# Radio Televisyen Malaysia
Pour les articles homonymes, voir RTM.
Radio Televisyen Malaysia (« Radio télévision malaisienne », en abrégé RTM) est l'entreprise publique de radio et de télévision de la Malaisie.
Basée à Kuala Lumpur, elle opère cinq chaînes de télévision (TV1, TV2, TV Okey (en), RTM Sports (en) et Berita RTM (en)), six stations de radio nationales, deux stations internationales (Voice of Malaysia), seize stations régionales et sept radio locales. La création d'une plate-forme numérique étant en projet, ce nombre pourrait encore croître à l'avenir.
De 1987 à 2004, son slogan fut « Teman Setia Anda » (« Ton ami fidèle » en malais).

## Histoire
La radiodiffusion malaise trouve ses origines dans une première association de télégraphie sans fil (TSF) crée dans le courant des années 1920 à Johor. L'engouement pour ce mode de diffusion ne tarde pas à se propager et des associations similaires sont fondées dans les mois qui suivent à Penang et Kuala Lumpur. Après plusieurs années de transmissions expérimentales, le ministère de l'information britannique décide de la création d'une véritable entreprise de radiodiffusion (British Broadcasting Corporation of Malaya). Les premières émissions de ce nouveau média interviennent le 11 mars 1937 depuis des studios basés à Singapour.
Après l'invasion des colonies britanniques de Malaisie (états malais fédérés, états malais non fédérés et établissements des détroits) par les armées japonaises, la radio sert de relais de propagande aux nouveaux occupants.
La libération des territoires malais précède de peu la création d'une nouvelle entreprise de radiodiffusion. Baptisée Radio Malaya, elle voit le jour le 1er avril 1946.
Les studios de Radio Malaya sont déplacés de Singapour à Kuala Lumpur dans le courant des années 1950 (d'abord dans des locaux situés dans le quartier de Jalan Cenderasari, avant d'intégrer son siège de Angkasapuri en 1968).

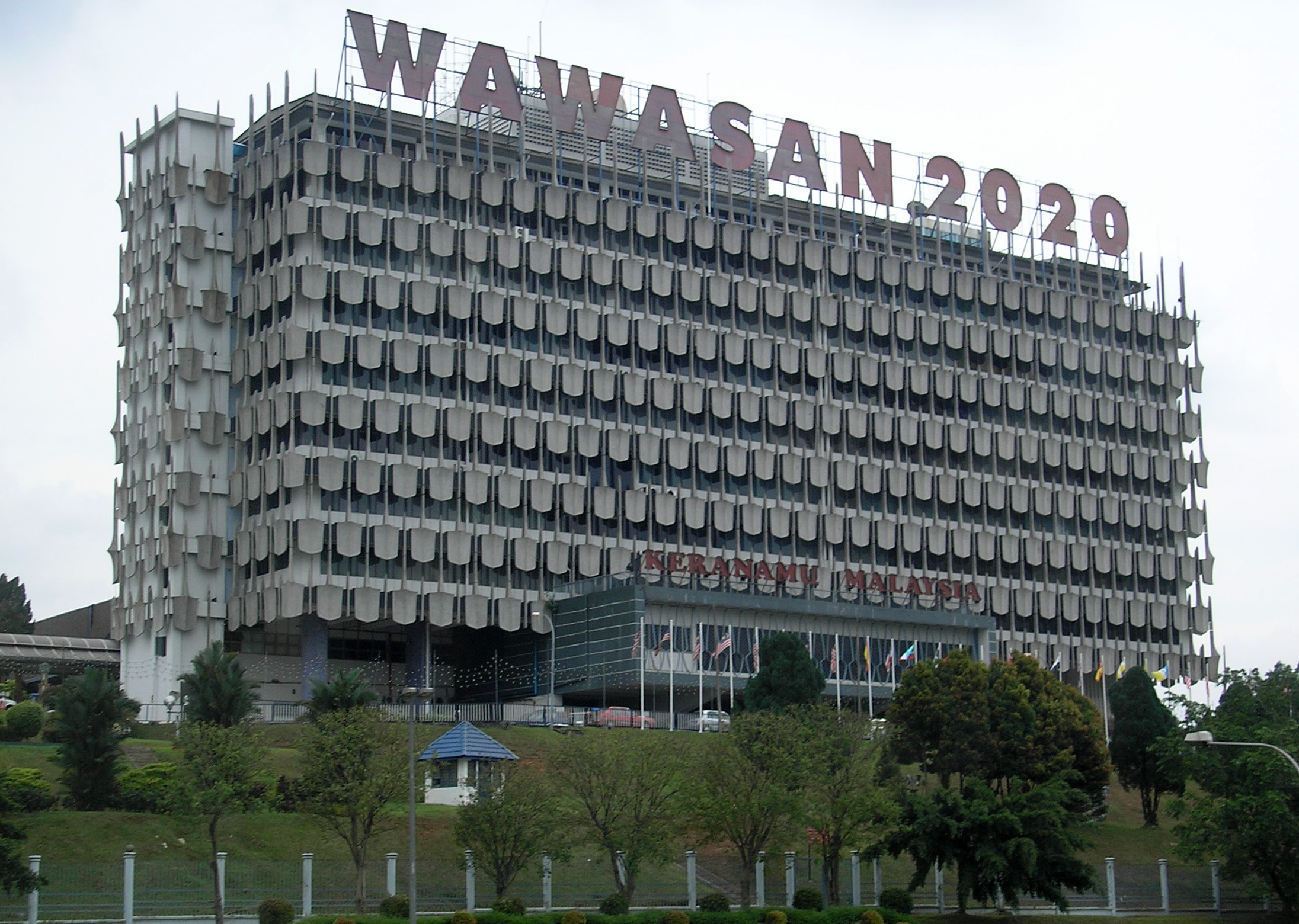
Le siège de la radio-télévision malaisienne à Angkasapuri, Kuala Lumpur

L'introduction de la télévision constitue une étape cruciale dans le développement de la société : après plusieurs mois de transmissions expérimentales, la première (et alors unique) chaîne de télévision malaisienne commence à émettre le 28 décembre 1963. La seconde chaîne de télévision du groupe voit le jour quelques années plus tard, le 17 novembre 1969.
Les années qui suivent voient un important développement de la radiodiffusion, qui se matérialise par la naissance de nombreuses stations de radio locales émettant aussi bien en malais (langue officielle de la fédération) que dans les nombreuses langues locales. En 1975, le gouvernement lance Muzik FM, première station à consacrer la quasi-totalité de sa programmation à la musique.

En 2005, le gouvernement a annoncé le déploiement progressif de la télévision numérique terrestre. Les premiers tests ont été menés de septembre 2006 à février 2007 dans la Vallée de Klang (grande périphérie de Kuala Lumpur). Le lancement d'un premier bouquet est en cours de réalisation. À terme, l'offre télévisuelle du groupe public devrait passer de quatre à près de vingt chaînes.

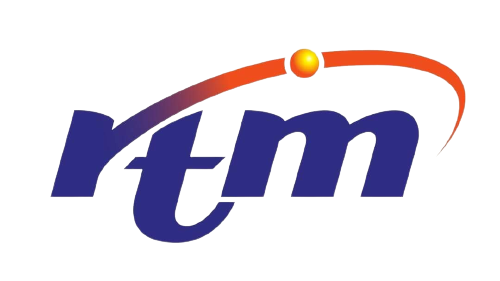